# V407 Возничего
V407 Возничего (лат. V407 Aurigae), HD 31136 — двойная звезда в созвездии Возничего на расстоянии приблизительно 2403 световых лет (около 737 парсеков) от Солнца. Видимая звёздная величина звезды — от +8,25m до +8,1m.

## Характеристики
Первый компонент — красный гигант, пульсирующая медленная неправильная переменная звезда (LB:) спектрального класса M1, или M3, или M6, или M8III, или Ma. Масса — около 2,356 солнечных, радиус — около 130,59 солнечных, светимость — около 2074,704 солнечных. Эффективная температура — около 3409 K.
Второй компонент — коричневый карлик. Масса — около 56,39 юпитерианских. Удалён на 1,99 а.е..